# Meiway

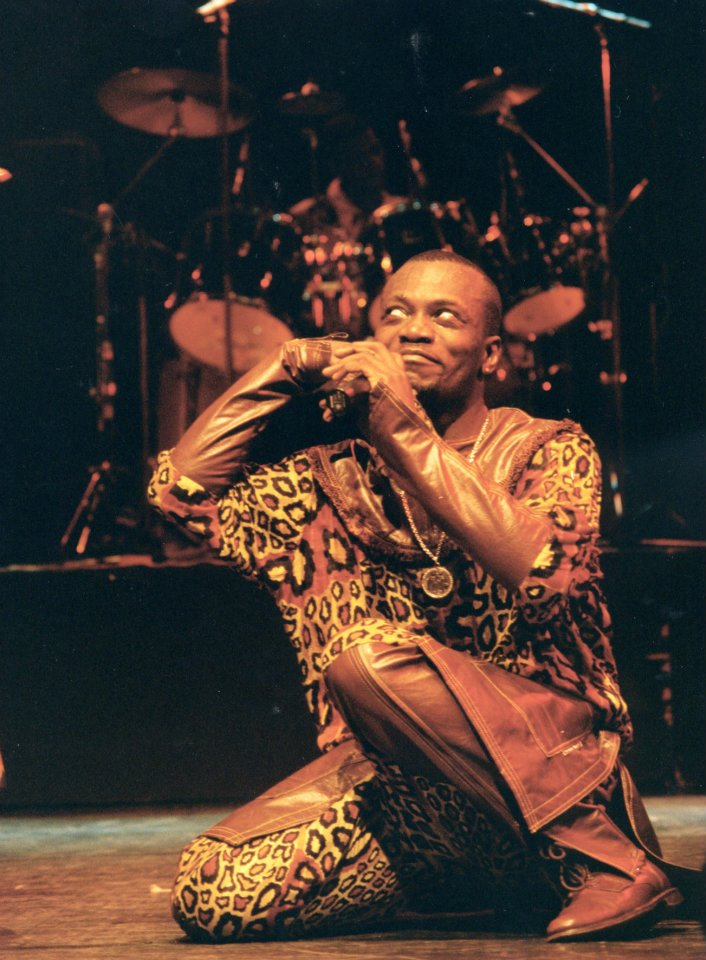
Meiway, 2008

Meiway es el pseudónimo del músico y productor marfileño Désiré Frédéric Ehui (Grand-Bassam, 17 de marzo de 1962), uno de los creadores del estilo zoblazo.
Su madre cantaba en el coro de una iglesia católica y su padre, agente comercial, era acordeonista; Frédéric empezó en el mundo musical en diversos grupos musicales como Pace a finales de los años 1970.

## Discografía
- 1989: Ayibebou
- 1991: 200% Zoblazo
- 1993: Jamais 203
- 1995: Appolo 95
- 1997: Les génies vous parlent
- 1998: Hold-up
- 1999: Extraterrestre
- 2000: Le Procès
- 2001: Eternel
- 2004: Golgotha
- 2006–2007: 9e commandement
- 2009: M 20
- 2012: Professeur (M 23)
- 2016: Illimtic
- 2019: Légende

## Premios
- 1978: Prix Podium
- 1981: Prix Podium
- 1990: Trofeo al major artista de Costa de Marfil
- 1996: KORA All African Music Awards, major artista de África del Oeste
- 1998: 3 KORA All African Music Awards koras como major arreglista, major artista, major videoclip.
- 1998: Prix du meilleur vidéo clip africain lors de la sixième cérémonie des African Awards à Abidjan.
- 2005: Tamani como mejorartista marfileño